# カステッラーナ・グロッテ
カステッラーナ・グロッテ（イタリア語: Castellana Grotte）は、イタリア共和国プッリャ州バーリ県にある、人口約2万人の基礎自治体（コムーネ）。広大な鍾乳洞を訪れる観光客や研究者を受け入れる。

## 地理

### 位置・広がり

#### 隣接コムーネ
隣接するコムーネは以下の通り。
- アルベロベッロ
- コンヴェルサーノ
- モノーポリ
- ノーチ
- ポリニャーノ・ア・マーレ
- プティニャーノ

## 社会

### 人口の推移
| 年                 | 人    |
| ------------------ | ----- |
| 2012               | 19345 |
| 2013               | 19362 |
| 2014               | 19664 |
| 2015               | 19675 |
| 2019               | 19290 |
| 2020               | 19174 |
| 2021※              | 19170 |
| 00※＝2021年5月時点 |       |

### 人種構成
2013年時点にこのコムーネではイタリア国籍ではない人が合計449人、住んでいた。下記は人口比で多い順の内訳である。
1. アルバニア 177人
2. ジョージア 65人
3. ルーマニア 39人
4. モロッコ 37人

## 文化

### 映画のロケーション
鍾乳洞内の特異な環境を活用して、映画の撮影現場に使われてきた。これまで次の作品の舞台となった。
- L'età dell'amore （イタリア語）（1953年）リオネロ・デ・フェリーチェ（イタリア語）監督
- Ercole al centro della Terra （イタリア語）（1961年）マリオ・バーヴァ監督
- Maciste all'inferno （イタリア語）（英語）（1962年）リッカルド・フレーダ監督
- Alien 2 - Sulla Terra（英語）（1980年）チロ・イッポリト（英語）監督

## 経済

### 農業と酪農、畜産
経済の中心は農業である。かつては見渡す限りぶどう畑が広がった斜面には、この数十年でさくらんぼやアーモンド、オリーブの果樹が植えられた。オリーブの木は各所で見られ樹齢100年に達する古木もあり、品種は食用油に向いたシーマ・ディ・モーラ種（Cima di Mola）が中心である。地元で加工したエキストラバージン・オリーブ・オイルの製品ラベルは品種に加え、少なくとも5割にオリーブオイルの名産品認証マーク「テラ・ディ・バーリ」（it:Terra di Bari）と、原産地名としてこの地区が属するムルジャ・デイ・トゥルーリ（広域地名）を載せている。
この地域はいわゆる「ムルギア・カルシカのDOCワイン街道」沿い（vini DOC della Murgia Carsica）にあり、ぶどうの生産とワイン醸造も盛んである。また畑で収穫するアーモンドや果物、野菜などは、地元の缶詰や食品加工業の活況を支えている。
畜産業は主に乳牛と肉牛を育てる。

### 手工芸、工業
伝統産業の織物や食品加工、ワイン醸造、家具や手工芸品が多い。

### 観光業
鍾乳洞（イタリア語）が観光客を引き寄せ、毎年、数十万人が来村する。

## 社会インフラと交通機関

### 病院
ヴィア・トゥリ（トゥリ通り）にあるサヴェリオ・デ・ベッリス病院はIRCCS国立がん研究所財団の指定病院であり、ACCイタリア国立腫瘍学ネットワークに加盟している。

### 道路
モノーポリ とプティニャーノに通じる旧州道377号グロッテ線（イタリア語）（SS 377、現・SS 237）が通り、地方道SP 240グロッテ・オリンタリ線（SP 240、旧州道SS 634）はコンヴェルサーノからルティリアーノ、カプルソ、トリッジャーノと結ぶ。その他、SP 120で近隣のポリニャーノ・ア・マーレ、SP 96でアルベロベッロと往来ができ、SP 146経由でブリンディジ県セルバ・ディ・ファサーノに着く。
生活道路（ヴィエ・ヴェッキアVie vecchia）も多く利用され、例えば隣村へのアクセスにはプティニャーノ道を走る。

### 鉄道
スド・エスト鉄道（バーリ＝タラント線）が通り、駅は中心部にあるカステッラーナ・グロッテ駅と、洞窟に最寄りのグロッテ・ディ・カステッラーナ駅（イタリア語）の2つある。

### バス
バス運行の親会社はスド・エスト鉄道で、地区の村々と結ぶ路線を走らせる。

## 行政

### 分離集落
カステッラーナ・グロッテには、以下の分離集落（フラツィオーネ）がある。

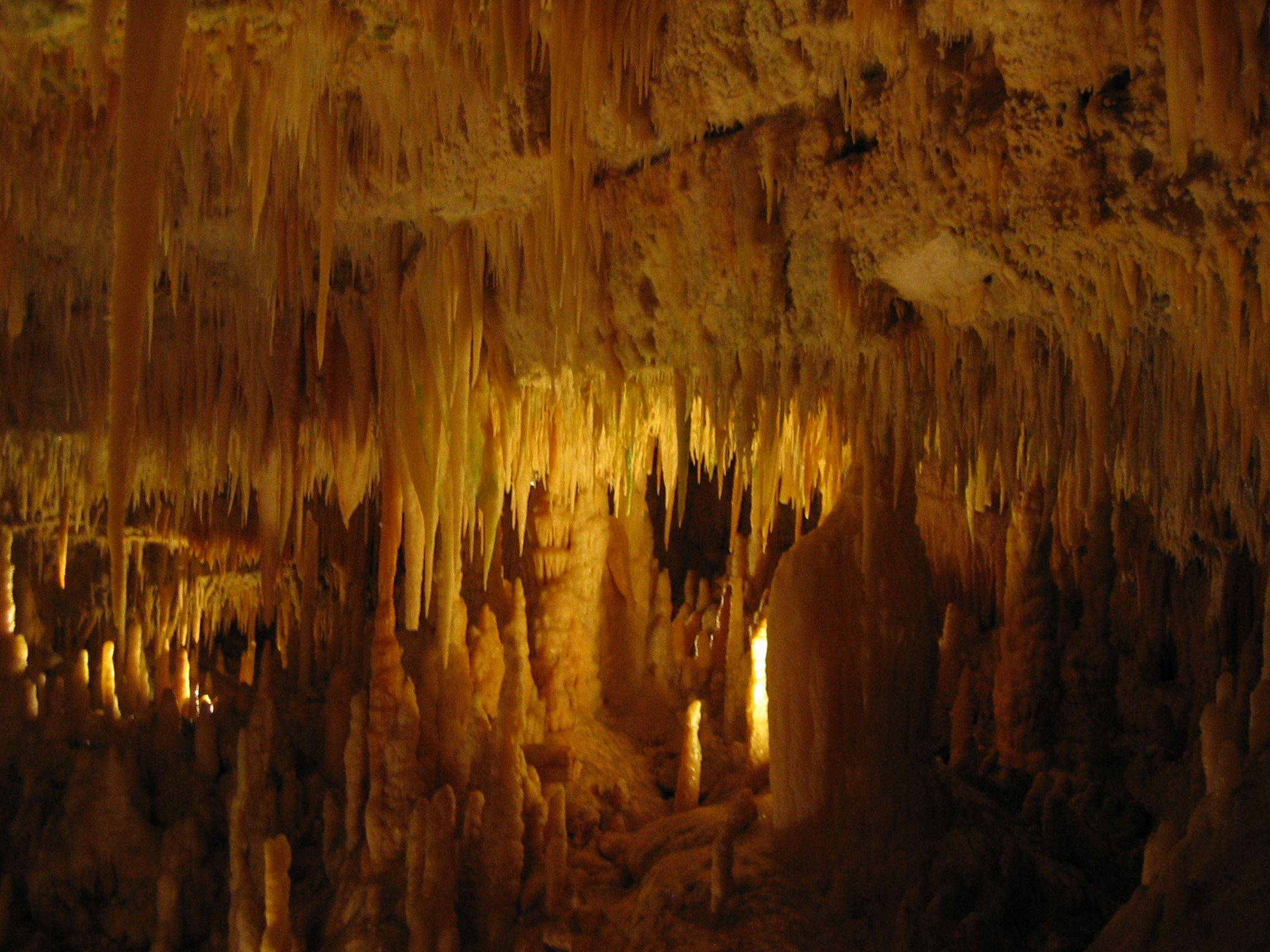

- Genna、Regio、Fanelli、Cucumo、Pozzo Stramazzo、Rosatella、Torre di Mastro、Torre Due Pani、Oronzo Persio、Monte Cipolla、La Pergola

## 関連資料
発行年順。

### 日本語文献
- 大場美夜子「カステラーナの洞窟」『ローマの桃太郎』永田書房、1967年、96頁。コマ番号0056.jp2、全国書誌番号:67000255、doi:10.11501/2976195、国立国会図書館／図書館送信参加館内公開。
- 新保淳乃『近世イタリア諸都市におけるペスト祈願行列の聖母マリア図像 : 疫病平定と癒しの宗教政治学』博士論文（文学）、千葉大学、2001年（平成13年）3月26日、甲第2003号。doi:10.11501/3181382。
- 地球の歩き方編集室（編）「プーリア州」『地球の歩き方 A13 (南イタリアとマルタ) 2016～2017年版』ダイヤモンド・ビッグ社、2015年。全国書誌番号:22626640、ISBN 978-4-478-04786-6。
- 山辺 規子「もう一つのノルマン・コンクェスト : 南イタリアのノルマン征服」『西洋史学論集』第55号、福岡 : 九州西洋史学会〈特集 シンポジウム報告 バイユーの綴織(タペストリ)の世界〉、2018年、8-12頁。ISSN 0386-9261。

### 洋書
- Viterbo, Michele. Un bandito pugliese del XVIII secolo: “Scannacornacchia”. Putignano 1915.  カステラーナ出身の残忍な山賊。実名Nicola Spinosa（1752年生まれ）、通称Scannacornacchia。
- Lanera, Marco. Documenti Castellanesi sulla peste del 1690. Putignano 1962. 17世紀末のカステッラーナ地方のペストの記録。
- Lanera, Marco. Sintesi storica castellanese. Castellana Biblioteca civica 1977.
- Lanera, Marco. La “preistoria” di Castellano sec. X-XII. Castellana Grotte 1979. 中世の歴史。
- Viterbo, Michele. Castellana la Contea di Conversano e l'abbazia di San Benedetto. opera completa, Fasano 1987.
- Lanera, Marco (a cura di), Gli atti della Santa Visita del 1738. Castellana Grotte 1990.
- Lanera, Marco. Lettere della Badessa, Conversano. La corrispondenza ordinaria del monastero di S. Benedetto (sec. XVI). Galatina 1990. 書簡集。
- Lanera, Marco. Gli atti della soppressione dei monasteri maschili di San Francesco d'Assisi e San Francesco di Paola in Castellana di Bari nel 1809. Castellana Grotte 1991. アッシジの聖フランチェスコ教会の沿革。
- Viterbo, Michele. Dagli ultimi re borbonici alla caduta del fascismo. Fasano 2006.
- Mastromarino, Donato. Castellana fuori e dentro le mura. Sviluppo urbano, antiche famiglie, pubblica amministrazione e territorio rurale tra il XVII ed il XIX secolo. Vol. 1, Galatina 2012.
- Erriquez, Francesco (a cura di). Castellana Grotte. La chiesa e il convento della Madonna della Vetrana, Bari 2015.